# Кім де Вейлле
Кім де Вейлле (нід. Кім де Вейлле; нар. 4 квітня 1976) — колишня нідерландська тенісистка.
Найвищу одиночну позицію світового рейтингу — 116 місце досягла 13 лютого 1995, парну — 139 місце — 15 квітня 1996 року.
Здобула 6 одиночних та 4 парні титули туру ITF.

## Фінали ITF
| Легенда         |
| --------------- |
| Турніри $75,000 |
| Турніри $25,000 |
| Турніри $10,000 |

### Одиночний розряд (6–4)
| Результат | Ранг | Дата              | Турнір               | Покриття   | Суперниця                 | Рахунок       |
| --------- | ---- | ----------------- | -------------------- | ---------- | ------------------------- | ------------- |
| Перемога  | 1.   | 11 жовтня 1993    | Бургдорф, Швейцарія  | Килим (i)  | Ленка Ценкова             | 6–2, 6–1      |
| Перемога  | 2.   | 13 березня 1994   | Простейов, Чехія     | Тверде     | Федеріка Фортуні          | 6–2, 7–6(4)   |
| Поразка   | 3.   | 17 жовтня 1994    | Фленсбург, Німеччина | Килим (i)  | Іветте Бастінг            | 6–4, 5–7, 0–6 |
| Поразка   | 4.   | 24 жовтня 1994    | Пуатьє, Франція      | Тверде (i) | Іветте Бастінг            | 1–6, 7–5, 4–6 |
| Перемога  | 5.   | 14 листопада 1994 | Істборн, Англія      | Килим (i)  | Іветте Бастінг            | 6–1, 6–4      |
| Перемога  | 6.   | 25 травня 1997    | Сарагоса, Іспанія    | Ґрунт      | Лурдес Домінгес Ліно      | 6–4, 6–3      |
| Перемога  | 7.   | 5 жовтня 1997     | Льєйда, Іспанія      | Ґрунт      | Кончіта Мартінес Гранадос | 7–6, 6–2      |
| Поразка   | 8.   | 7 лютого 1999     | Шеффілд, Англія      | Тверде (i) | Кім Клейстерс             | 3–6, 1–6      |
| Перемога  | 9.   | 2 квітня 2000     | Ам'єн, Франція       | Ґрунт (i)  | Магда Міхалаке            | 6–2, 6–3      |

### Парний розряд (4–7)
| Результат | Ранг | Дата           | Турнір                      | Покриття   | Партнерка             | Суперниці                            | Рахунок          |
| --------- | ---- | -------------- | --------------------------- | ---------- | --------------------- | ------------------------------------ | ---------------- |
| Поразка   | 1.   | 22 лютого 1993 | Лісабон, Португалія         | Тверде     | Лара Біттер           | Майке Каутстал Лінда Німантсвердрієт | 4–6, 3–6         |
| Поразка   | 2.   | 29 жовтня 1995 | Пуатьє, Франція             | Тверде (i) | Nathalie Thijssen     | Седа Норландер Кірстін Фрає          | 4–6, 4–6         |
| Поразка   | 3.   | 25 лютого 1996 | Редбрідж, Англія            | Тверде     | Іветте Бастінг        | Лаура Голарса Джулі Стівен           | 3–6, 4–6         |
| Поразка   | 4.   | 21 квітня 1996 | Мурсія, Іспанія             | Ґрунт      | Нелле ван Лоттум      | Зілке Маєр Петра Шварц               | 3–6, 3–6         |
| Перемога  | 5.   | 24 травня 1997 | Сарагоса, Іспанія           | Ґрунт      | Нора Кевеш            | Ева Бес Лурдес Домінгес Ліно         | 7–6(4), 6–4      |
| Перемога  | 6.   | 31 травня 1997 | Барселона, Іспанія          | Ґрунт      | Аманда Гопманс        | Каталін Мароші Вероніка Стеле        | 6–4, 5–7, 6–4    |
| Поразка   | 7.   | 31 серпня 1997 | Орбетелло, Італія           | Ґрунт      | Генріетте ван Алдерен | Катержина Крупова-Шишкова Зілке Маєр | 3–6, 6–2, 2–6    |
| Перемога  | 8.   | 26 квітня 1998 | Ешпіню, Португалія          | Ґрунт      | Нелле ван Лоттум      | Кірстін Фрає Зілке Маєр              | 4–6, 6–3, 7–5    |
| Поразка   | 9.   | 6 лютого 1999  | Шеффілд, Англія             | Тверде (i) | Суріна Де Беер        | Ліззі Джелфс Лорна Вудрофф           | 6–3, 4–6, 3–6    |
| Перемога  | 10.  | 13 лютого 1999 | Бірмінгем, Англія           | Тверде (i) | Суріна Де Беер        | Анжеліка Бахманн Магда Міхалаке      | 6–4, 6–1         |
| Поразка   | 11.  | 30 липня 2000  | Ле-Контамін-Монжуа, Франція | Тверде     | Карін Борню           | Каролін Денін Б'янка Ламаде          | 7–6(4), 4–6, 4–6 |